# Lista dos navios dos Estados Unidos afundados na Segunda Guerra Mundial
Esta é uma lista dos navios da Marinha dos Estados Unidos afundados entre 7 de dezembro de 1941 e 1 de outubro de 1945, ordenados por tipo e nome. Não são incluídos unidades menores como Navio Patrulha, canhoneiros ou PT Boats.

## Encouraçado
| Nome                 | Local                                       | Navio | Data                  |
| -------------------- | ------------------------------------------- | ----- | --------------------- |
| USS Arizona (BB-39)  | 21° 21′ N, 157° 57′ O Ataque a Pearl Harbor |       | 7 de dezembro de 1941 |
| USS Oklahoma (BB-37) | Ataque a Pearl Harbor                       |       | 7 de dezembro de 1941 |

## Porta-aviões
| Nome                   | Local                                                                                               | Navio | Data                   |
| ---------------------- | --------------------------------------------------------------------------------------------------- | ----- | ---------------------- |
| USS Hornet (CV-8)      | 8° 38′ S, 166° 43′ L Batalha das Ilhas Santa Cruz 430 milhas nordeste de Guadalcanal, Ilhas Salomão |       | 26 de outubro de 1942  |
| USS Lexington (CV-2)   | 15° 12′ S, 155° 27′ L Batalha do Mar do Coral                                                       |       | 8 de maio de 1942      |
| USS Princeton (CVL-23) | 15° 21′ N, 123° 31′ L Batalha do Golfo de Leyte                                                     |       | 24 de outubro de 1944  |
| USS Wasp (CV-7)        | 12° 25′ S, 164° 08′ L 240 km a sudeste da Ilha de São Cristóvão                                     |       | 15 de setembro de 1942 |
| USS Yorktown (CV-5)    | 30° 36′ N, 176° 34′ O Batalha de Midway                                                             |       | 7 de junho de 1942     |

## Porta-aviõesde escolta
| Nome                      | Local                                            | Navio | Data                    |
| ------------------------- | ------------------------------------------------ | ----- | ----------------------- |
| USS Bismarck Sea (CVE-95) | 24° 02′ 21″ N, 141° 18′ 49″ L Próximo a Iwo Jima |       | 21 de fevereiro de 1945 |
| USS Block Ilhand (CVE-21) | 31° 13′ N, 23° 03′ O                             |       | 29 de maio de 1944      |
| USS Gambier Bay (CVE-73)  | 11° 31′ N, 126° 12′ L                            |       | 25 de outubro de 1944   |
| USS Liscome Bay (CVE-56)  | 2° 54′ N, 172° 30′ L                             |       | 24 de novembro de 1943  |
| USS Ommaney Bay (CVE-79)  | 11° 25′ N, 121° 19′ L Próximo a Panay            |       | 4 de janeiro de 1945    |
| USS St. Lo (CVE-63)       | 11° 13′ N, 126° 05′ L                            |       | 25 de outubro de 1944   |

## Cruzadores pesados
| Nome                     | Local                                        | Navio | Data                   |
| ------------------------ | -------------------------------------------- | ----- | ---------------------- |
| USS Astoria (CA-34)      | Próximo a Ilha Savo                          |       | 9 de agosto de 1942    |
| USS Chicago (CA-29)      | 11° 25′ S, 160° 56′ L                        |       | 30 de janeiro de 1943  |
| USS Houston (CA-30)      | Próximo a Java, Batalha do Estreito de Sonda |       | 1 de março de 1942     |
| USS Indianapolis (CA-35) | Mar das Filipinas                            |       | 29 de julho de 1945    |
| USS Northampton (CA-26)  | Próximo a Ilha Savo, Batalha de Tassafaronga |       | 30 de novembro de 1942 |
| USS Quincy (CA-39)       | Próximo a Ilha Savo                          |       | 9 de agosto de 1942    |
| USS Vincennes (CA-44)    | Próximo a Ilha Savo                          |       | 9 de agosto de 1942    |

## Cruzadores rápidos
| Nome                | Localização                                                      | Data                   |
| USS Atlanta (CL-51) | Próximo a Lunga Point, Guadalcanal, batalha naval de Guadalcanal | 13 de novembro de 1942 |
| USS Helena (CL-50)  | Golfo de Kula                                                    | 6 de julho de 1943     |
| USS Juneau (CL-52)  | 10° 34′ S, 161° 04′ L, batalha naval de Guadalcanal              | 13 de novembro de 1942 |

## Contratorpedeiros
| Nome                           | Localização                                         | Data                    |
| USS Aaron Ward (DD-483)        | 9° 10′ S, 160° 12′ L                                | 7 de abril de 1943      |
| USS Abner Read (DD-526)        | 10° 47′ N, 125° 22′ L                               | 1 de novembro de 1944   |
| USS Barton (DD-599)            | Próximo a Guadalcanal, batalha naval de Guadalcanal | 13 de novembro de 1942  |
| USS Beatty (DD-640)            | 37° 10′ N, 6° 00′ L                                 | 6 de novembro de 1943   |
| USS Benham (DD-397)            | Próximo a Ilha Savo, batalha naval de Guadalcanal   | 15 de novembro de 1942  |
| USS Blue (DD-387)              | 9° 17′ S, 160° 02′ L                                | 22 de agosto de 1942    |
| USS Borie (DD-215)             | Ao norte dos Açores                                 | 1 de novembro de 1943   |
| USS Bristol (DD-453)           | 37° 19′ N, 6° 19′ L                                 | 13 de outubro de 1943   |
| USS Brownson (DD-518)          | Próximo a Nueva Bretaña                             | 26 de dezembro de 1943  |
| USS Buck (DD-420)              | 40° 00′ N, 14° 30′ L                                | 9 de outubro de 1943    |
| USS Bush (DD-529)              | 27° 16′ N, 127° 48′ L                               | 6 de abril de 1945      |
| USS Callaghan (DD-792)         | 25° 43′ N, 126° 55′ L                               | 29 de julho de 1945     |
| USS Chevalier (DD-451)         | Próximo a Vella Lavella, batalha de Vella Lavella   | 6 de outubro de 1943    |
| USS Colhoun (DD-801)           | Próximo a Okinawa, Ilhas Ryukyu                     | 6 de abril de 1945      |
| USS Cooper (DD-695)            | Bahía Ormoc                                         | 3 de dezembro de 1944   |
| USS Corry (DD-463)             | 49° 31′ N, 1° 11′ O                                 | 6 de junho de 1944      |
| USS Cushing (DD-376)           | Próximo a Ilha Savo, batalha naval de Guadalcanal   | 13 de novembro de 1942  |
| USS De Haven (DD-469)          | 9° 09′ S, 159° 52′ L                                | 1 de fevereiro de 1943  |
| USS Drexler (DD-741)           | Próximo a Okinawa                                   | 28 de maio de 1945      |
| USS Duncan (DD-485)            | Próximo a Ilha Savo, batalha de Cabo Esperanza      | 12 de outubro de 1942   |
| USS Edsall (DD-219)            | Al sur de Java                                      | 1 de março de 1942      |
| USS Emmons (DD-457)            | Próximo a Okinawa                                   | 6 de abril de 1945      |
| USS Glennon (DD-620)           | 50° 32′ N, 1° 12′ O                                 | 8 de junho de 1944      |
| USS Gwin (DD-433)              | 7° 41′ S, 157° 27′ L, batalha de Kolombangara       | 13 de julho de 1943     |
| USS Halligan (DD-584)          | 26° 10′ N, 127° 30′ L                               | 26 de março de 1945     |
| USS Hammann (DD-412)           | 30° 36′ N, 176° 34′ O                               | 6 de junho de 1942      |
| USS Henley (DD-391)            | 7° 40′ S, 148° 06′ L                                | 3 de outubro de 1943    |
| USS Hoel (DD-533)              | 11° 46′ S, 126° 33′ L                               | 25 de outubro de 1944   |
| USS Hovey (DD-208)             | Golfo de Lingayen, Filipinas                        | 6 de janeiro de 1945    |
| USS Hull (DD-350)              | 14° 57′ N, 127° 58′ L                               | 18 de dezembro de 1944  |
| USS Ingraham (DD-444)          | 42° 34′ N, 60° 05′ O                                | 22 de agosto de 1942    |
| USS Jacob Jones (DD-130)       | 38° 42′ N, 74° 39′ O                                | 28 de fevereiro de 1942 |
| USS Jarvis (DD-393)            | Próximo a Guadalcanal                               | 9 de agosto de 1942     |
| USS Johnston (DD-557)          | 11° 46′ N, 126° 09′ L                               | 25 de outubro de 1944   |
| USS Laffey (DD-459)            | Próximo a Ilha Savo, batalha naval de Guadalcanal   | 13 de novembro de 1942  |
| USS Lansdale (DD-426)          | 37° 03′ N, 3° 51′ L                                 | 20 de abril de 1944     |
| USS Leary (DD-158)             | 45° N, 22° O                                        | 24 de dezembro de 1943  |
| USS Little (DD-803)            | 26° 24′ N, 126° 15′ L                               | 3 de maio de 1945       |
| USS Long (DD-209)              | 16° 12′ N, 120° 11′ L                               | 6 de janeiro de 1945    |
| USS Longshaw (DD-559)          | 26° 11′ N, 127° 37′ L                               | 18 de maio de 1945      |
| USS Luce (DD-522)              | 26° 35′ N, 127° 10′ L                               | 4 de maio de 1945       |
| USS Maddox (DD-622)            | Próximo a Sicilia                                   | 10 de julho de 1943     |
| USS Mahan (DD-364)             | Ormoc Bay                                           | 7 de dezembro de 1944   |
| USS Mannert L. Abele (DD-733)  | 27° 25′ N, 126° 59′ L                               | 12 de abril de 1945     |
| USS Meredith (DD-434)          | Próximo a San Cristobal                             | 15 de outubro de 1942   |
| USS Meredith (DD-726)          | 49° 33′ N, 1° 06′ O                                 | 8 de junho de 1944      |
| USS Monaghan (DD-354)          | 14° 57′ N, 127° 58′ L                               | 18 de dezembro de 1944  |
| USS Monssen (DD-436)           | 9° 04′ S, 159° 54′ L, batalha naval de Guadalcanal  | 13 de novembro de 1942  |
| USS Morrison (DD-560)          | 27° 10′ N, 127° 58′ L                               | 4 de maio de 1945       |
| USS O'Brien (DD-415)           | Próximo a Suva, Fiji                                | 19 de outubro de 1942   |
| USS Parrott (DD-218)           | Norfolk, Virginia                                   | 2 de maio de 1944       |
| USS Peary (DD-226)             | Port Darwin, Australia                              | 19 de fevereiro de 1942 |
| USS Perkins (DD-377)           | Próximo a Nueva Guinea                              | 29 de novembro de 1943  |
| USS Perry (DD-340)             | Angaur                                              | 13 de setembro de 1944  |
| USS Pillsbury (DD-227)         | Estrecho de Bali                                    | 1 de março de 1942      |
| USS Pope (DD-225)              | Mar de Java                                         | 1 de março de 1942      |
| USS Porter (DD-356)            | 8° 32′ S, 167° 17′ L                                | 26 de outubro de 1942   |
| USS Preston (DD-379)           | Próximo a Ilha Savo, batalha naval de Guadalcanal   | 15 de novembro de 1942  |
| USS Pringle (DD-477)           | 27° 25′ N, 126° 59′ L                               | 16 de abril de 1945     |
| USS Reid (DD-369)              | 9° 50′ N, 124° 55′ L                                | 11 de dezembro de 1944  |
| USS Reuben James (DD-245)      | 51° 59′ N, 27° 05′ O                                | 31 de outubro de 1941   |
| USS Rowan (DD-405)             | 40° 07′ N, 14° 18′ L                                | 11 de setembro de 1943  |
| USS Sims (DD-409)              | Mar do Coral                                        | 7 de maio de 1942       |
| USS Spence (DD-512)            | 14° 57′ N, 127° 58′ L                               | 18 de dezembro de 1944  |
| USS Stewart (DD-224)           | Próximo a Surabaya, Java                            | 19 de fevereiro de 1942 |
| USS Strong (DD-467)            | Golfo de Kula                                       | 5 de julho de 1943      |
| USS Sturtevant (DD-240)        | Próximo a Key West, Florida                         | 26 de abril de 1942     |
| USS Truxtun (DD-229)           | Baía de Placentia, Terra Nova                       | 18 de fevereiro de 1942 |
| USS Tucker (DD-374)            | Próximo a Espíritu Santo Nuevas Hébridas            | 4 de agosto de 1942     |
| USS Turner (DD-648)            | Próximo a Ambrose Light, Nueva York                 | 3 de janeiro de 1944    |
| USS Twiggs (DD-591)            | 26° 08′ N, 127° 35′ L                               | 16 de junho de 1945     |
| USS Walke (DD-416)             | Próximo a Ilha Savo, batalha naval de Guadalcanal   | 15 de novembro de 1942  |
| USS Warrington (DD-383)        | 27° N, 73° O                                        | 13 de setembro de 1944  |
| USS William D. Porter (DD-579) | 27° 06′ N, 127° 38′ L                               | 10 de junho de 1945     |
| USS Worden (DD-352)            | Ilha de Amchitka, en las Aleutianas                 | 12 de janeiro de 1943   |

## Contratorpedeiros de escolta
| Nome                            | Localização           | Data                   |
| USS Eversole (DE-404)           | 10° 10′ N, 127° 28′ L | 28 de outubro de 1944  |
| USS Fechteler (DE-157)          | 36° 07′ N, 2° 40′ O   | 5 de maio de 1944      |
| USS Fiske (DE-143)              | 47° 11′ N, 33° 29′ O  | 2 de agosto de 1944    |
| USS Frederick C. Davis (DE-136) | 43° 52′ N, 40° 15′ O  | 24 de abril de 1945    |
| USS Holder (DE-401)             | Mar Mediterráneo      | 11 de abril de 1944    |
| USS Leopold (DE-319)            | 58° 44′ N, 25° 50′ O  | 9 de março de 1944     |
| USS Oberrender (DE-344)         | Próximo a Okinawa     | 9 de maio de 1945      |
| USS Rich (DE-695)               | 49° 31′ N, 1° 10′ O   | 8 de junho de 1944     |
| USS Samuel B. Roberts (DE-413)  | Próximo a Samar       | 25 de outubro de 1944  |
| USS Shelton (DE-407)            | 2° 32′ N, 129° 13′ L  | 3 de outubro de 1944   |
| USS Underhill (DE-682)          | 19° 20′ N, 126° 42′ L | 24 de julho de 1945    |
| USS Roche (DE-197)              | Próximo a Eniwetok    | 22 de setembro de 1945 |

## Submarinos
| Nome                   | Localização                                                                    | Data                                       |
| USS Albacore (SS-218)  | Águas territoriais japonesas, ao Norte da Ilha de Hokkaido                     | 7 de novembro de 1944                      |
| USS Amberjack (SS-219) | Mar de Salomão, próximo à costa Nordeste da Ilha New Britain, Papua Nova Guiné | 16 de fevereiro de 1943                    |
| USS Argonaut (SM-1)    | Próximo a Nueva Bretaña                                                        | 10 de janeiro de 1943                      |
| USS Barbel (SS-316)    | Próximo a Borneo                                                               | 4 de fevereiro de 1945                     |
| USS Bonefish (SS-223)  | Nas águas japonesas                                                            | 19 de junho de 1945                        |
| USS Bullhead (SS-332)  | Mar de Java                                                                    | 6 de agosto de 1945                        |
| USS Capelin (SS-289)   | Celebes                                                                        | perdido tras el 2 de dezembro de 1943      |
| USS Cisco (SS-290)     | Pacífico Sur                                                                   | 28 de setembro de 1943                     |
| USS Corvina (SS-226)   | Ilhas Marshall                                                                 | 16 de novembro de 1943                     |
| USS Darter (SS-227)    | Palawan Passage                                                                | 24 de outubro de 1944                      |
| USS Dorado (SS-248)    | zona do Canal de Panamá                                                        | 15 de outubro de 1943                      |
| USS Escolar (SS-294)   | Nas águas japonesas                                                            | perdido alrededor do 17 de outubro de 1944 |
| USS Flier (SS-250)     | Próximo a Borneo                                                               | 12 de agosto de 1944                       |
| USS Golet (SS-361)     | Nas águas japonesas                                                            | 14 de junho de 1944                        |
| USS Grampus (SS-207)   | Próximo a Nueva Bretaña                                                        | 5 de março de 1943                         |
| USS Grayback (SS-208)  | Ryukyu                                                                         | 27 de fevereiro de 1944                    |
| USS Grayling (SS-209)  | Em águas filipinas                                                             | 9 de setembro de 1943                      |
| USS Grenadier (SS-210) | Em águas malayas                                                               | 21 de abril de 1943                        |
| USS Growler (SS-215)   | Em águas filipinas                                                             | 8 de novembro de 1944                      |
| USS Grunion (SS-216)   | Em águas aleutianas                                                            | 31 de julho de 1942                        |
| USS Gudgeon (SS-211)   | Ilhas Marianas                                                                 | 18 de abril de 1944                        |
| USS Harder (SS-257)    | Em águas filipinas                                                             | 24 de agosto de 1944                       |
| USS Herring (SS-233)   | Ilhas Kuriles                                                                  | 1 de junho de 1944                         |
| USS Kete (SS-369)      | Ryukyu                                                                         | perdido alrededor do 20 de março de 1945   |
| USS Lagarto (SS-371)   | Mar da China Meridional                                                        | 3 de maio de 1945                          |
| USS Perch (SS-176)     | Mar de Java                                                                    | 3 de março de 1942                         |
| USS Pickerel (SS-177)  | Nas águas japonesas                                                            | perdido tras el 7 de abril de 1943         |
| USS Pompano (SS-181)   | Nas águas japonesas                                                            | tras el 25 de setembro de 1943             |
| USS R-12               | Próximo a Key West, Flórida                                                    | 12 de junho de 1943                        |
| USS Robalo (SS-273)    | Próximo a Borneo                                                               | 26 de julho de 1944                        |
| USS Runner (SS-275)    | Nas águas japonesas                                                            | perdido tras el 26 de junho de 1943        |
| USS S-26 (SS-131)      | Golfo do Panamá                                                                | 24 de janeiro de 1942                      |
| USS S-27 (SS-132)      | Amchitka, Aleutianas                                                           | 19 de junho de 1942                        |
| USS S-28 (SS-133)      | Próximo a Oahu                                                                 | 4 de julho de 1944                         |
| USS S-36 (SS-141)      | Estrechos de Makassar                                                          | 20 de janeiro de 1942                      |
| USS S-39 (SS-144)      | Próximo a Ilha Rossell, Pacífico Ocidental do Sul                              | 14 de agosto de 1942                       |
| USS S-44 (SS-155)      | Ilhas Kuriles                                                                  | 7 de outubro de 1943                       |
| USS Scamp (SS-277)     | Nas águas japonesas                                                            | 11 de novembro de 1944                     |
| USS Scorpion (SS-278)  | Mar da China Oriental                                                          | perdido tras el 5 de janeiro de 1944       |
| USS Sculpin (SS-191)   | Ilhas Gilbert                                                                  | 19 de novembro de 1943                     |
| USS Sealion (SS-195)   | Cavite                                                                         | 10 de dezembro de 1941                     |
| USS Seawolf (SS-197)   | Próximo a Morotai I., N.E.I.                                                   | 4 de outubro de 1944                       |
| USS Shark (SS-174)     | Mar das Molucas                                                                | 11 de fevereiro de 1942                    |
| USS Shark (SS-314)     | Próximo a Hong Kong, China                                                     | 24 de outubro de 1944                      |
| USS Snook (SS-279)     | Próximo a Hainan, China                                                        | perdido tras el 8 de abril de 1945         |
| USS Swordfish (SS-193) | Ryukyu                                                                         | alrededor do 12 de fevereiro de 1945       |
| USS Tang (SS-306)      | Estrecho de Formosa                                                            | 25 de outubro de 1944                      |
| USS Trigger (SS-237)   | Ryukyu                                                                         | 28 de março de 1945                        |
| USS Triton (SS-201)    | Ilhas do Almirantazgo                                                          | 15 de março de 1943                        |
| USS Trout (SS-202)     | Ryukyu                                                                         | 29 de fevereiro de 1944                    |
| USS Tullibee (SS-284)  | Próximo a Palau                                                                | 26 de março de 1944                        |
| USS Wahoo (SS-238)     | Nas águas japonesas                                                            | 11 de outubro de 1943                      |